# Rußbach (Lauter)
Der Rußbach ist ein etwas über 7 Kilometer langer Mittelgebirgsbach im Wasgau und im Bienwald, der innerhalb des rheinland-pfälzischen Landkreises Südliche Weinstraße verläuft.

## Geographie

### Verlauf
Der Rußbach entspringt auf Gemarkung der Ortsgemeinde Schweigen-Rechtenbach an der Südwestflanke der Steinbühl und fließt zunächst in die südöstliche Richtung. Kurz bevor er aus dem Pfälzerwald austritt, durchfließt er einen Landschaftsweiher, um danach entlang des nördlichen und nordöstlichen Siedlungsrandes von Rechtenbach zu verlaufen.
Nach drei Kilometern – mittlerweile hat sich seine Fließrichtung nach Süden verändert – erreicht er die Ortsgemeinde Schweighofen, deren westlichen und südlichen Siedlungsrand er streift. Danach tritt er in den Bienwald ein, um wenig später von links in die Lauter zu münden; die letzten 200 Meter liegen im Naturschutzgebiet Lauterniederung.

### Zuflüsse
- Vogelsbächel (links), 0,7 km, 0,60 km²
- Feldgraben (links), 1,2 km, 1,12 km²

## Verkehr
Südlich von Schweighofen unterquert er die Bahnstrecke Neustadt–Wissembourg; unmittelbar nördlich letzterer und westlich des Baches befindet sich der Flugplatz Schweighofen.

## Tourismus
Der Oberlauf wird vom Wanderweg Schweigen Rechtenbach – Ruine Guttenberg Tour flankiert.